# 百济金铜大香炉
百济金铜大香炉， 公元6世纪百济文物，是百济和韩国传统文化的精典之作。1996年5月30日被指定为大韩民国第287号国宝，现珍藏于韩国国立扶余博物馆。
百济金铜大香炉1993年出土于韩国忠清南道扶余郡一座古寺的考古挖掘。香炉高64厘米，直径19厘米，重11.8公斤是当时挖掘出土的450件文物中最大的一件。属于博山炉。百济金铜大香炉的纹饰中刻有经丝绸之路舶来的西域乐器阮咸。
韩国学者认为此种西域乐器在中国的唐朝时期才开始在中国流行，但这种乐器在早于唐朝的百济就已经存在了。但是唐代开元年间从阮咸墓中出土铜制琵琶一件，命名为“阮咸”，说明中国出现乐器阮咸的时间并非是唐朝。